# Bernard Kouchner
Bernard Kouchner (* 1. listopadu 1939, Avignon, Francie) je francouzský lékař a politik.
Kouchner je spoluzakladatelem nevládní organizace Lékaři bez hranic (Médecins sans frontières) a byl už třikrát ministrem zdravotnictví Francie. Od 2. dubna 1992 do 29. března 1993 ve vládě premiéra Pierra Bérégovoye, od 4. června 1997 do 7. července 1999 a poté od 6. února 2001 do 7. května 2002 ve vládách premiéra Lionela Jospina.
V červenci 1999 ho na základě rezoluce 1244 Rady bezpečnosti jmenoval generální tajemník OSN Kofi Annan prvním zvláštním vyslancem OSN pro Kosovo a šéfem přechodné administrativy OSN v Kosovu. Ve funkci ho v lednu 2001 nahradil dánský politik Hans Hækkerup.
Od 18. května 2007 do 14. listopadu 2010 zastával funkci francouzského ministra zahraničí.